# Senza tregua (John Gardner)
Giunto alla sesta avventura per 007, Gardner resuscita un nemico storico dell'agente segreto britannico: la SMERSH.

## Trama
Alcune ragazze che avevano fatto parte del Cream Cake, un'operazione del MI6 per adescamenti oltre cortina, sono orribilmente assassinate a Londra con il taglio della lingua. I giornali pensano ad un serial killer ma M conosce ciò che lega le ragazze tra loro e chiede a James Bond di indagare.

L'agente segreto contatta Heather Dare, una ragazza dell'operazione, e la salva da un tentativo di assassinarla. I due si spostano a Dublino, dove si trova un'altra delle ragazze: Ebbie Heritage. I giornali della capitale parlano di un'altra ragazza uccisa e contemporaneamente Bond scopre la presenza di Maxim Smolin, un colonnello del GRU, adescato proprio da Heather durante l'operazione.

Decide così di affiancare l'ispettore Norman Murray nelle indagini. Insieme scoprono che la ragazza assassinata è una cameriera a cui Ebbie aveva prestato i vestiti. Bond ed Heather sono prelevati dal colonnello Smolin che li rinchiude nello Schloss Gruesome, il castello degli orrori, la base del GRU nella Repubblica d'Irlanda.

Nel castello, Bond ed Heather trovano Ebbie Heritage. L'agente segreto è interrogato da Smolin ma scopre che in realtà il colonnello sta facendo il doppio gioco e lavora per il Servizio Segreto per tentare di proteggere i membri dell'operazione Cream Cake e la sua amata Heather. Inoltre, sta aiutando Susanne Dietrich che era stata a sua volta adescata da Jungle Baisley, l'unico agente maschio dell'operazione.

Quella sera al castello è atteso Kostantin Nikolaevich Chernov detto Kolya, il direttore investigativo dell'Ottava sezione, dipartimento S del KGB, una volta conosciuta come Smersh. Gli uomini del KGB scoprono il doppio gioco di Smolin ed il colonnello scappa con 007 e le ragazze. I quattro si nascondono in due stanze di un albergo di Kilkenny dove Bond ed Erbie si intrattengono amorevolmente. Il mattino dopo, Smolin ed Heather non sono più nella stanza dove si trova invece Kolya Chernov. Il colonnello cerca di riportare Bond al castello ma la polizia irlandese, guidata da Murray, lo impedisce.

Bond riceve la comunicazione che Susanne e Jungle si trovano ad Hong Kong, dove hanno aperto una base del GRUsull'isola di Cheung Chau. Norman Murray recupera un Cessna che l'agente segreto usa per volare a Parigi con Erbie, dove si imbarcano su un volo per Hong Kong.

In Asia, incontrano il contatto del Servizio Segreto, Pollicione Chang, insieme a Swift, il vecchio capo dell'operazione Cream Cake. I due organizzano il viaggio di Bond sull'isola, ma Swift viene assassinato immediatamente dopo.

Giunto sull'isola di Cheung Chau, Bond ed Erbie sono scoperti da Chernov ed imprigionati. Il colonnello usa l'agente come preda in una battuta di caccia nella notte. Bond riesce ad uccidere gli inseguitori e a tornare alla base dove scopre che Murray ed Heather hanno lavorato per far sì che tutti siano consegnati alla Smersh che ha il compito di eliminare ogni persona abbia avuto a che fare con la Cream Cake. Bond uccide Heather e Murray e costringe Cherchov a liberare Ebbie, Jungle, Susanne e Maxim.

### Personaggi principali
- James Bond
- Heather Dare, ex agente di Cream Cake.
- Ebbie Heritage: ex agente di Cream Cake.
- Jungle Baisley: ex agente di Cream Cake.
- Maxim Smolin: colonnello del GRU.
- Susanne Dietrich: capitano del HVA.
- Norman Murray: poliziotto irlandese.
- Swift: ex capo di Cream Cake.
- Kolya Chernov: direttore investigativo della Smersh.
- Pollicione Chang: contatto del Servizio Segreto ad Hong Kong.

## Edizioni
- John Gardner, Senza tregua, traduzione di Marcello Jatosti, collana Segretissimo, Arnoldo Mondadori Editore, 1994,  p. 222.